# Drosophila xanthochroa
Drosophila xanthochroa är en tvåvingeart som beskrevs av Léonidas Tsacas 2001. Drosophila xanthochroa ingår i släktet Drosophila och familjen daggflugor.
Artens utbredningsområde är Nigeria.